# Southern Air Transport

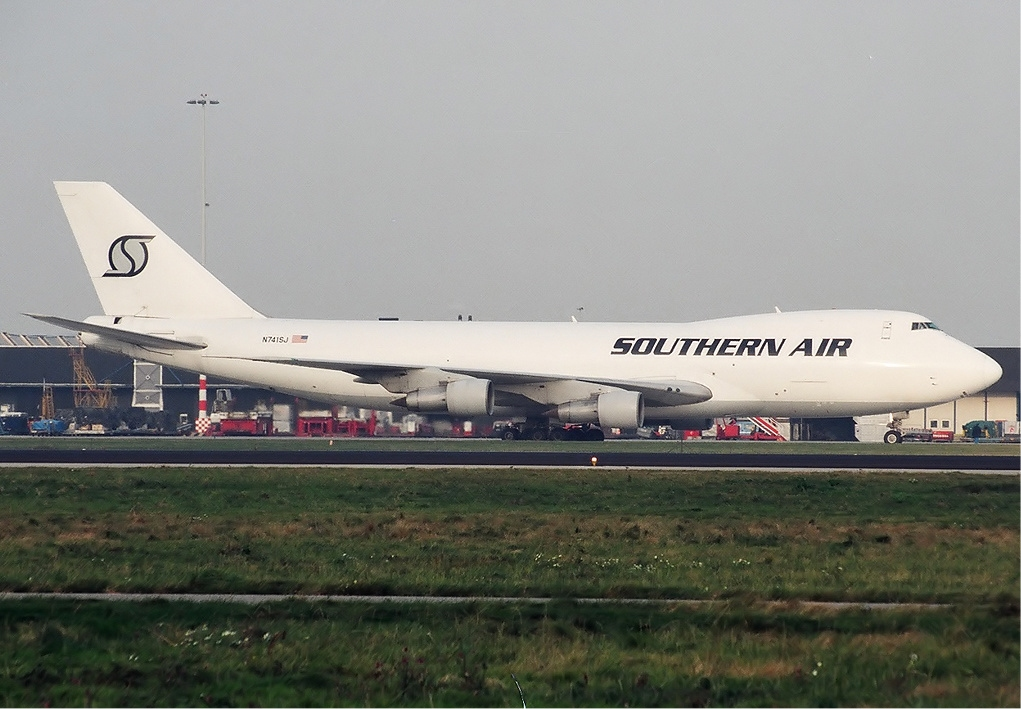
En av deras Boeing 747-200F på Amsterdam-Schiphols flygplats i november 1996.

Southern Air Transport (SAT) var ett amerikanskt fraktflygbolag.

## Historik
Fraktflygbolaget grundades 1947 av Frederick C. (Doc) Moor Jr i Miami i Florida i syfte att frakta gods mellan USA och Bahamas. År 1960 blev SAT uppköpta av den amerikanska underrättelsetjänsten Central Intelligence Agency (CIA) för 300 000 amerikanska dollar och blev ett dotterbolag till ett av CIA:s förvaltningsbolag Pacific Corporation. Fraktflygbolaget användes främst för att understödja USA under Vietnamkriget. I december 1973 såldes SAT till Stanley G. Williams, som var fraktflygbolagets frontman, för 2,1 miljoner dollar medan sex år senare såldes det till James H. Bastian, som hade kopplingar till både SAT och Air America. Fraktflygbolaget användes av CIA för att utföra uppdrag i bland annat Angola, El Salvador och Nicaragua samt Kuwaitkriget. De var också ofta anlitade av Förenta Nationerna om att transportera förnödenheter till länder i Afrika, Asien och Europa.
Den 5 oktober 1986 blev ett flygplan av modellen Fairchild C-123 Provider, som hade köpts av SAT i mars, nerskjutet i södra Nicaragua av sandinisterna i och med nicaraguanska revolutionen. Flygplanet skulle förse de antikommunistiska gerillarörelserna Contras med krigsmateriel. Tre av fyra besättningsmän omkom och den fjärde blev tillfångatagen och erkände vad som föregick, senare blev den dömd till 30 års fängelse av nicaraguansk domstol. I och med detta, briserade den politiska skandalen som fick namnet Iran-Contras-affären.
År 1996 flyttade fraktflygbolaget till Rickenbacker International Airport i Columbus i Ohio men gick i konkurs i september 1998. SAT:s tillgångar blev grundplåten till Southern Air som grundades året efter.